# 山村貴彦
山村 貴彦（やまむら たかひこ、1979年8月13日）は、日本の陸上競技選手。専門は短距離走。2000年シドニーオリンピック日本代表。兵庫県出身。西宮市立苦楽園中学校、清風高等学校、日本大学経済学部卒業。

## 来歴
1994年、全日中の4×200mリレーで優勝を果たした。大会前に軽い肉離れを起こしたため、直前のランキングでは9位だった200mにもエントリーしていたが、リレーに専念するため棄権した。
1997年、インターハイで200m、400m、4×400mリレーの3冠に輝き、高校生ながら日本選手権400mを制し注目される。高校生が日本選手権の400mを制したのは39年ぶりだった。
2000年、シドニーオリンピックに出場。400mに出場した。また、同年のスーパー陸上では400mで日本学生新記録となる45秒03を樹立した。
2001年、エドモントン世界選手権に出場。400mに出場した。
2003年、パリ世界選手権に出場。マイルリレーで8位入賞を果たした。
日大卒業後は富士通に所属していたが、2003年以降ケガの影響で低迷し、2005年に退社。サイボウズとスポンサー契約を結ぶ。
2007年、地元開催の大阪世界選手権への出場を目指し日本選手権に臨むも400mで予選落ちし、代表入りを逸した。
2009年、現役を引退し、城西大学附属城西中学・高等学校の保健体育科教員 兼 陸上部顧問を務めている。
現在は富士通のアドバイザー。

## 人物・エピソード
- 小学生の頃はサッカーをやっていて、中学でもサッカーを続けようと思っていたところ、入学直後に行われたスポーツテストで陸上部の顧問（クラス担任）から誘われて陸上部へ。しかし、サッカーにも心残りがあり、中学2年までは陸上部の練習前にサッカー部と遊び、高校進学時には陸上を辞めてサッカーをやろうか悩んだという。

## 主要大会成績
- 1997年：日本選手権 400m 優勝（46秒10）
- 1998年：世界ジュニア選手権 400m 予選5組4着（47秒95） / 4×400mR 8位（3分10秒54/2走）
- 1999年：日本選手権 400m 決勝途中棄権（DNF）
- 2000年：オリンピック 400m 1次予選1組5着（46秒25） / 4×400mR 準決勝2組8着（3分13秒63/4走）
- 2000年：日本選手権 400m 優勝（46秒45）
- 2001年：日本選手権 400m 3位（45秒78）
- 2001年：世界選手権 400m 予選3組6着（47秒22）
- 2002年：日本選手権 400m 4位（46秒85）
- 2003年：日本選手権 400m 8位（47秒38）
- 2003年：世界選手権 4×400mR 7位（3分03秒51/2走）
- 2003年：アジア選手権 4×400mR 2位（3分03秒59/4走）